# Akdal MKA 1919
L'Akdal MKA 1919 è un fucile a canna liscia semi-automatico prodotto dalla compagnia turca Akdal Arms. È volto all'uso civile e nel campo della sicurezza.

## Design
L'MKA 1919 ricorda molto l'M16 americano e ne replica la posizione di molti accessori. Quest'arma, a differenza di altri fucili che utilizzano il calibro 12, risulta molto maneggevole e comoda grazie allo scarso peso dovuto all'impiego di materiali moderni
L'MKA 1919 utilizza il classico sistema a gas utilizzato dalle armi semiautomatiche, dislocando il meccanismo al di sotto della canna (all'interno del paramano anteriore) e attorno ad un tubo metallico. La molla di ritorno è anch'essa avvolta attorno allo stesso tubo.
La canna dell'arma può essere facilmente rimossa dal castello superiore. Per armare il primo colpo, basta azionare la leva d'armamento posta sul castello. La parte superiore di quest'ultimo è ricavata da una lastra di alluminio, mentre la parte inferiore (assieme a calcio e impugnatura) è realizzata in un unico pezzo di polimero ultraresistente. Il fucile è alimentato da un caricatore curvo da 5 cartucce calibro 12. Il caricatore è identico in aspetto a quello del fucile M16, così come identico risulta il meccanismo di sgancio.
Anche la sicura copia in tutto e per tutto il fucile americano: due sole posizioni e situata appena sopra l'impugnatura.
Gli organi di mira standard includono una diottra posteriore montata su un maniglione da M16 amovibile, e un mirino anteriore a tre pali. Sulla parte alta del castello può essere montata una slitta Picatinny per puntatori dot e altri accessori.